# Silabario ki-ka-ku

Ki-ka-ku

El silabario ki-ka-ku o silabario ki-ka-kui (también llamado silabario mendé) es un sistema de escritura propio del idioma mendé (de Liberia y Sierra Leona).

## Historia

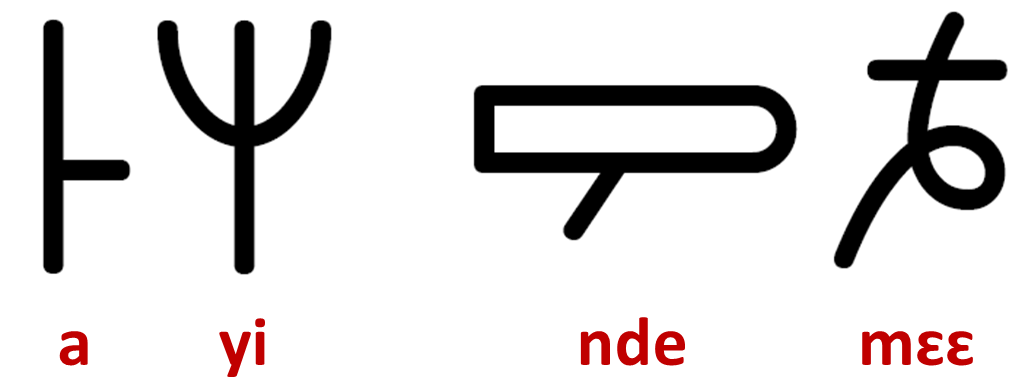
"Mɛɛnde yia" escrito con el silabario (se lee de derecha a izquierda)

Aparentemente desarrollado bajo la influencia del silabario vai de sus vecinos geográficos, los clanes vai y del alfabeto árabe, fue inventado en fecha indeterminada (finales del siglo XIX o principios del XX) por Mohammed Turay (nacido hacia 1850), y perfeccionado por Kisimi Kamara (ca. 1890-1962), pariente del anterior, en el sur de Sierra Leona, entre 1917 y 1921.
En un primer momento se utilizó principalmente para hacer traducciones del Corán. Su uso fue bastante popular hasta los años cuarenta.
Se compone de 195 símbolos y se escribe de derecha a izquierda. Los primeros 42 caracteres se usan como en un alfasilabario, pero los 150 restantes como un silabario simple.
Actualmente ha caído bastante en desuso, pese a mantenerse anecdóticamente entre algunas personas, popularizándose en su lugar el alfabeto latino.